# S/2006 S 1
S/2006 S 1 هو الرمز الذي أُطلق على أحد أقمار كوكب زحل . أعلن هذا الاكتشاف سكوت شيبارد وديفيد جويت وجان كلينا وبرايان مارسدن. في 26 يونيو ، 2006 من الملاحظات التي اتخذت خلال الفترة من 4يناير و 30 أبريل 2006. يبلغ قطره حوالي 6 ، ويدور حول زحل على مسافة متوسط 18،930.2 ميغامتر في 972.407 يوما ، على ميل من 154.2 ° لمسير الشمس (175.4 ° لزحل خط الاستواء) ، في اتجاه رجعي و الشذوذ المداري له 0.1303  